# Wasserburg Beerwalde
Die Wasserburg Beerwalde, auch Turmhügel Waal, Wallburg, Wall, Schanze genannt, ist eine abgegangene Wasserburg östlich der Kirche des Ortsteils Beerwalde der Gemeinde Erlau im Landkreis Mittelsachsen in Sachsen.

## Geschichte
Die Wasserburg, der Turmhügel „Waal“, wurde um 1230 gegründet und war Sitz der Herren von Beerwalde. 1283 und 1303 werden die Ritter Herrmann (Hermannus de Berenwalde) und Friedrich von Beerwalde urkundlich bezeugt. Ende des 13. Jahrhunderts und Anfang des 14. Jahrhunderts wurde die Burg durch Brände zerstört und danach nicht wieder aufgebaut. Die Herren von Beerwalde gründeten im 14. Jahrhundert in der Nähe ihren neuen Sitz, die Burg Kriebstein. 1890 wurde auf dem „Waal“ die Grabstätte der Familie von Arnim angelegt. 1967 bis 1970 fanden auf dem Burggelände archäologische Ausgrabung statt.

## Beschreibung
Die Wasserburg, die auch dem Typ einer Turmhügelburg (Motte) gleicht, hatte einen künstlich erhöhtem Innenraum, einen Turmhügel, den „Waal“ (=Erhöhung), einen umlaufenden Wassergraben und einen Außenwall vermutlich mit Palisaden.
Im Zuge der Ausgrabungen 1967 bis 1970 wurden die Grundmauern des Turms und Reste einer Holzbrücke über den Wassergraben freigelegt sowie Gegenstände aus Keramik und Metall gefunden. Der Burgstall (Burgstelle) ist heute eine Bodendenkmal und sächsisches Kulturdenkmal.